# Mennessis
Mennessis es una comuna francesa situada en el departamento de Aisne, de la región de Alta Francia.

## Geografía
Está ubicada a 28 km al noroeste de Laon.

## Demografía
| 361 | 403 | 344 | 381 | 372 | 346 | 398 | 431 |
| Para los censos de 1962 a 1999 la población legal corresponde a la población sin duplicidades (Fuente: INSEE [Consultar]) |     |     |     |     |     |     |     |